# Перепелиця-клоун
Перепелиця-клоун (Cyrtonyx) — рід куроподібних птахів родини токрових (Odontophoridae). Містить 2 види.

## Поширення
Представники роду поширені в Мексиці і Центральній Америці.

## Види
- Перепелиця-клоун мексиканська (Cyrtonyx montezumae)
- Перепелиця-клоун західна (Cyrtonyx ocellatus)